# Liberty Place
Liberty Place är den tredje högsta skyskrapan i Philadelphia i Pennsylvania, efter Comcast Technology Center och Comcast Center. Komplexet består av One Liberty Place med 61 våningar och en höjd på 288 meter och Two Liberty Place med 58 våningar och en höjd på 258 meter, samt ett två våningars köpcentrum som heter Shops at Liberty Place och det 14 våningar höga Westin Philadelphia Hotel. One Liberty Place stod färdig 1987. Med sina 61 våningar och 288,04 m är den bara 0,6 m lägre än Key Tower i Cleveland, Ohio.

## Historik

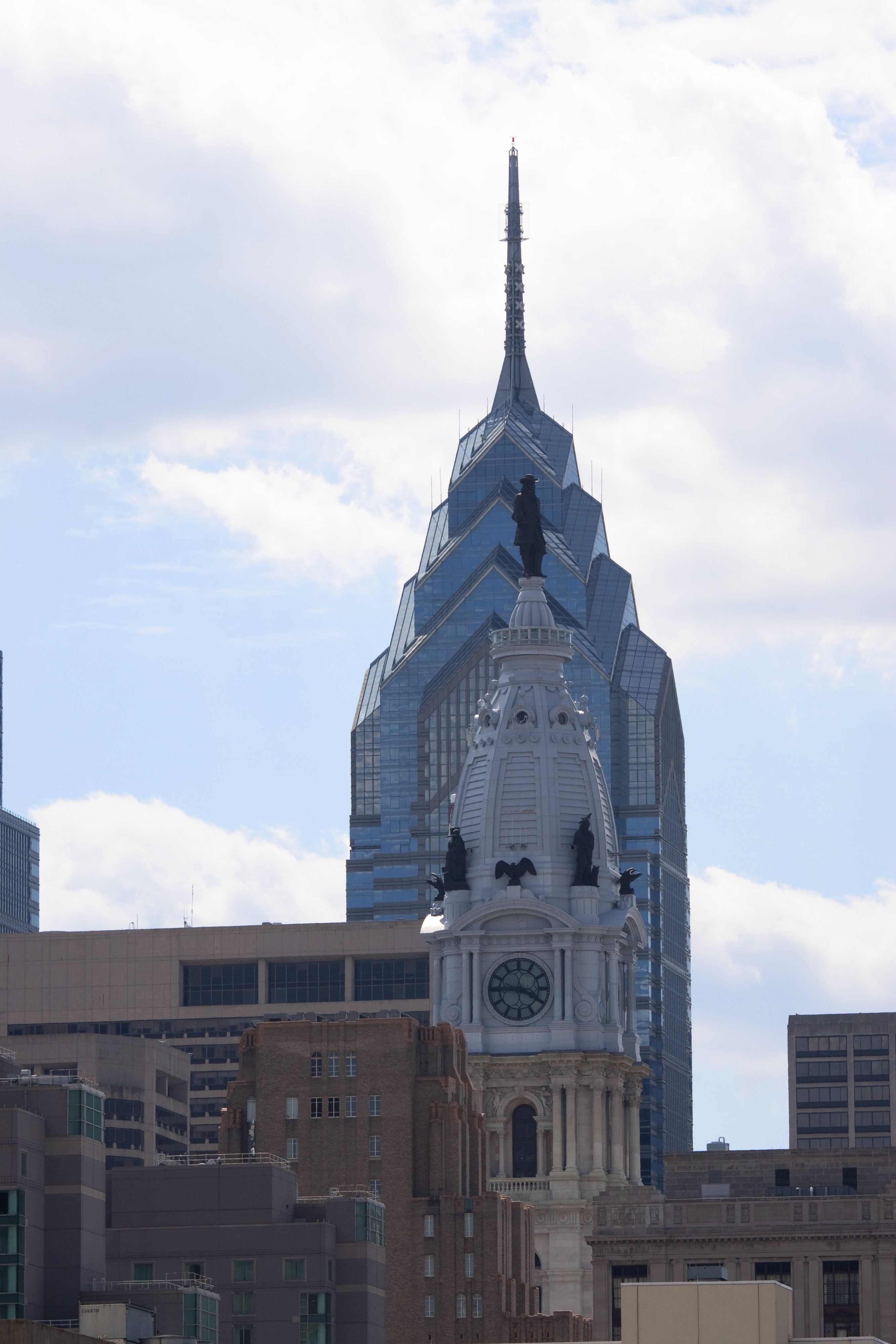
One Liberty Place (bakgrund) skymtar över City Hall (förgrunden), som representerar vad många Philadelphia-sportfans påstod var Curse of Billy Penn. Förbannelsen upphörde till slut med Philadelphia Phillies-segern i 2008 World Series.

### Bakgrund
Före byggandet av Liberty Place fanns det ett gentlemen's agreement om att inte bygga någon struktur i den centrala delen av staden högre än statyn av William Penn ovanpå Philadelphias stadshus (167 meter). Traditionen varade fram till 1984 när byggherren Willard G. Rouse III från Rouse & Associates tillkännagav planer på att bygga ett kontorsbyggnadskomplex som inkluderade två torn högre än stadshuset. Det fanns ett stort motstånd mot byggandet av tornen, och kritiker trodde att ett brytande av höjdgränsen skulle leda till byggandet av många fler höga skyskrapor, vilket ansågs kunna förstöra livligheten och charmen i stadskärnan.

### Byggen
Trots motståndet godkändes byggandet av One Liberty Place, och den första fasen av projektet påbörjades 1985 och avslutades 1987. One Liberty Place blev stadens första skyskrapa. Den ikoniska designen och spiran gör komplexet till en igenkännlig del av Philadelphias stadssiluett.
Fas 2 av projektet var Two Liberty Place: ett hotell, ett köpcentrum och ett parkeringsgarage. Bygget började 1988, efter att Cigna gick med på att hyra hela skyskrapan för användning som företagets globala huvudkontor. Bygget slutfördes 1990, vilket gjorde Two Liberty Place till den näst högsta byggnaden i staden.

### Senare historia
De två tornen höll sin plats som första och näst högsta byggnader i Philadelphia tills Comcast Center toppades 2007, vilket tio år senare överträffades av Comcast Technology Center. Liberty Place togs emot entusiastiskt av kritiker. Detta ledde till byggandet av andra höga skyskrapor som gav Philadelphia vad arkitekturkritikern Paul Goldberger kallade "en av de mest tilltalande stadssiluetterna i någon större amerikansk stad".

## Arkitektur
Liberty Place ritades av arkitekten Helmut Jahn och hans firma Murphy/Jahn. Skyskraporna av stål och blått glas var starkt influerade av New Yorks Chrysler Building. Det största inflytandet är spiran som är gjord av triangelformade kantiga fasetter. Two Liberty Places spira är lägre, en design som påverkas av hyresgästen Cignas behov. På 2000-talet minskade Cigna sin närvaro i tornet, vilket ledde till att ägarna gjorde om de övre våningarna till 122 lyxiga bostadsrätter.
Nedanför de två tornen finns Westin-hotellet med 289 rum och butikerna med en yta av 13 000 m2 på Liberty Place. Huvuddelen av köpcentret är ett runt atrium toppat av en stor glaskupol.